# 拉马莱讷
拉马莱讷（法語：La Malène，法語發音：[la malɛn]）是法国洛泽尔省的一个市镇，属于弗洛拉克区。

## 地理
拉马莱讷（44°18'9"N, 3°19'13"E）面积40.68 平方千米，位于法国奧克西塔尼大區洛泽尔省，该省份为法国南部内陆省份，北起上盧瓦爾省和康塔爾省，西接阿韦龙省，南至加尔省，东临阿尔代什省。
与拉马莱讷接壤的市镇（或旧市镇、城区）包括：拉卡努尔格、拉瓦勒迪塔恩、马斯圣谢利、于尔-拉帕拉德、戈尔日迪塔恩科斯、马斯格罗斯-科斯-戈尔日。

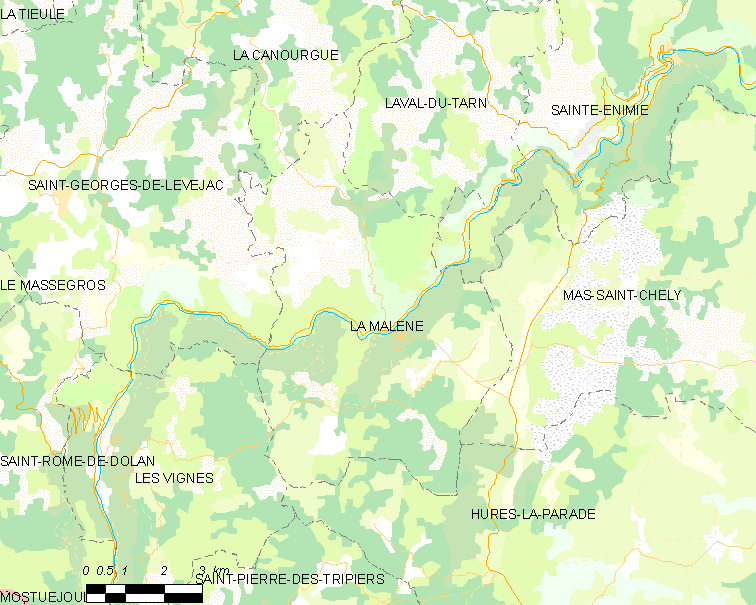
拉马莱讷的OSM定位图

拉马莱讷的时区为UTC+01:00、UTC+02:00（夏令时）。

## 行政
拉马莱讷的邮政编码为48210，INSEE市镇编码为48088。

## 政治
拉马莱讷所属的省级选区为拉卡努尔格县。

## 人口

1962-2008年间拉马莱讷人口变化图示

拉马莱讷于2022年1月1日时的人口数量为131人。